# Sorineuchora bimaculata
Sorineuchora bimaculata es una especie de cucaracha del género Sorineuchora, familia Ectobiidae, orden Blattodea. Fue descrita científicamente por Li, Che, Zheng y Wang en 2017.

## Descripción
El cuerpo mide 7,6 milímetros de longitud.

## Distribución
Se distribuye por China.